# Heliodines albiciliella
Heliodines albiciliella är en fjärilsart som beskrevs av August Busck 1909. Heliodines albiciliella ingår i släktet Heliodines och familjen signalmalar. Inga underarter finns listade i Catalogue of Life.